# Sanford (Maine)
Sanford ist eine City im York County im US-Bundesstaat Maine. Im Jahr 2020 lebten dort 21.982 Einwohner in 9.923 Haushalten auf einer Fläche von 126,27 km².

## Geographie
Nach dem United States Census Bureau hat Sanford eine Gesamtfläche von 126,27 km², von der 123,78 km² Land sind und 2,5 km² aus Gewässern bestehen.

### Geographische Lage
Sanford liegt zentral im York County. Der Mousam River fließt in südöstlicher Richtung durch das Gebiet, er bildet mehrere Seen auf seinem Weg und verlässt es in nordöstlicher Richtung, um später in den Atlantischen Ozean zu münden. Es gibt einige weitere kleinere Seen. Die Oberfläche ist eben, ohne größere Erhebungen.

### Nachbargemeinden
Alle Entfernungen sind als Luftlinien zwischen den offiziellen Koordinaten der Orte aus der Volkszählung 2010 angegeben.
- Norden: Shapleigh, 15,7 km
- Nordosten: Alfred, 6,6 km
- Osten: Kennebunk, 17,2 km
- Südosten: Wells, 16,3 km
- Südwesten: North Berwick, 8,3 km
- Westen: Lebanon, 12,8 km
- Nordwesten: Acton, 19,3 km

### Stadtgliederung
In Sanford gibt mehrere Siedlungsgebiete: Getchells Corner, Morrisons Corner, Moultonborough, Sanford, Sanford Corner, South Sanford und Springvale.

### Klima
Die mittlere Durchschnittstemperatur in Sanford liegt zwischen −6,1 °C (21 °F) im Januar und 20,6 °C (69 °F) im Juli. Damit ist der Ort gegenüber dem langjährigen Mittel der USA um etwa 9 Grad kühler. Die Schneefälle zwischen Oktober und Mai liegen mit bis zu zweieinhalb Metern mehr als doppelt so hoch wie die mittlere Schneehöhe in den USA; die tägliche Sonnenscheindauer liegt am unteren Rand des Wertespektrums der USA.

## Geschichte
Sanford liegt im westlichen Teil eines Landstrichs, der 1661 von Major William Phillips, einem Besitzer von Mühlen in Saco, von einem Häuptling der Abenaki erworben wurde. Zunächst Phillipstown genannt, wurde es 1696 von Mrs. Phillips an den Sohn ihres früheren Mannes, Peleg Sanford, vererbt. Die Besiedlung wurde jedoch durch Feindseligkeiten während der Franzosen- und Indianerkriege verzögert. Im Jahr 1724 wurde Norridgewock, eine Festung der Ureinwohner am Kennebec River, von einer Miliz aus Massachusetts zerstört. In der Folgezeit wurde die Region weniger gefährlich, und Sanford wurde 1739 erstmals dauerhaft besiedelt. Die 1768 als Town gegründete Stadt wurde nach Peleg Sanford benannt.
Der Mousam River lieferte Wasserkraft für die Industrie. Im Jahr 1745 baute Kapitän Market Morrison ein Sägewerk oberhalb von Springvale. Nach dem Bürgerkrieg entwickelte sich Sanford zu einem Zentrum der Textilherstellung, das durch die Portland and Rochester Railroad mit den Märkten verbunden war. Fabriken wurden sowohl in Springvale als auch in Sanford gebaut. Zu den Produkten gehörten Baumwoll- und Wollwaren, Teppiche, Schuhe und Bauholz.

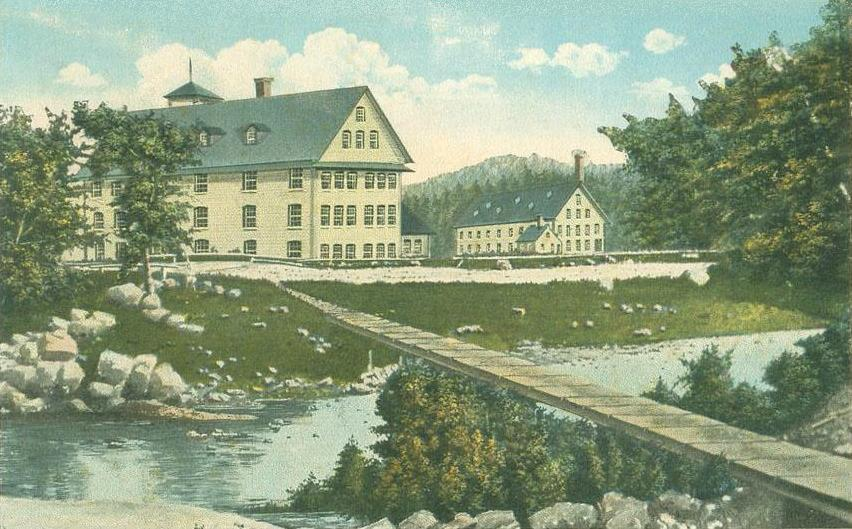
Sanford Mills (1919)

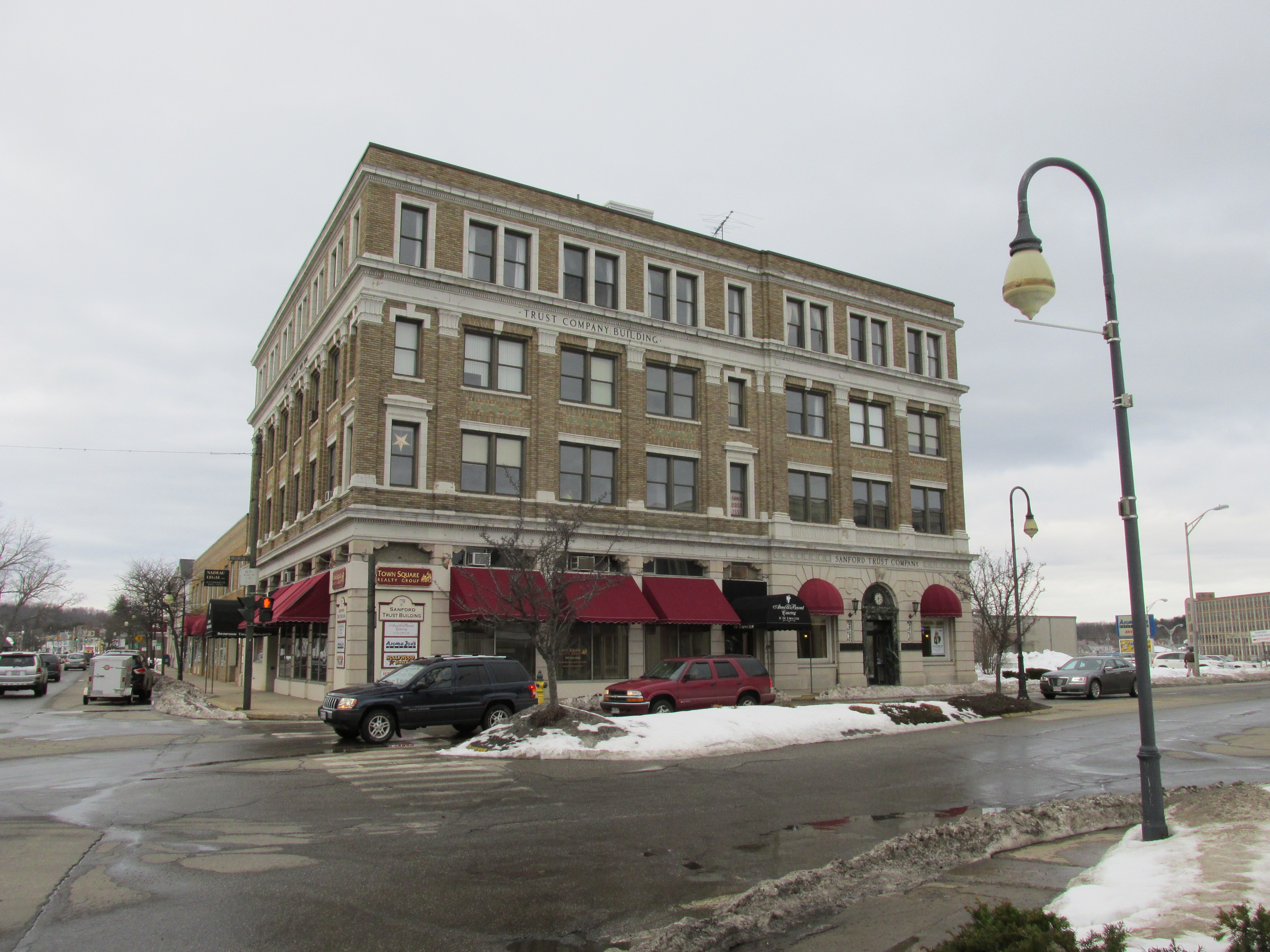
Trust Company Bulding

1867 gründete der gebürtige Brite Thomas Goodall die Goodall Mills in Sanford, nachdem er 1865 eine andere Fabrik in Troy, New Hampshire, verkauft hatte, die Wolldecken herstellte, die für Pferde geeignet waren. Seine Fabrik am Mousam River stellte zunächst Kutschenmäntel und Decken her. Später stellte er Mohairplüsch für die Polsterung von Eisenbahnsitzen, Teppiche, Vorhänge, Autostoffe, Stoffe für Militäruniformen und Palm Beach-Stoffe für Sommeranzüge her. Auch die American Automobile and Power Company wurde 1903 durch die Familie Goodall und weitere in Sanford gegründet. Der erste Präsident war Ernest M. Goodall. Das Werk wurde 1905 verkauft. Sanford war an die Bahnstrecke Portland–Rochester, der Portland and Rochester Railroad angebunden.
Die Textilien des Unternehmens fanden weltweit Abnehmer. Von 1880 bis 1910 stieg die Einwohnerzahl der Mühlenstadt von 2.700 auf über 9.000, die zum Teil in Häusern lebten, die von der Firma gebaut und an die Arbeiter zum Selbstkostenpreis verkauft wurden. 1914 baute die Goodall-Familie den Goodall Park, ein überdachtes Stadion mit 784 Plätzen, das heute ein  historischer Ort ist. Sie halfen auch beim Bau der Bibliothek, des Rathauses, des Krankenhauses, des Flughafens und des Golfclubs. Eine Bronzestatue wurde 1917 von den Bürgern von Sanford zur Erinnerung an Thomas Goodall errichtet.
Später erlebte die Textilindustrie einen Niedergang. Als die Bundesregierung in den 1960er Jahren Gelder für die Stadterneuerung bereitstellte, um alternde oder verfallene Stadtteile zu sanieren, wurden mehr als dreißig Gebäude in Sanford abgerissen. In Springvale wurden drei von vier Gebäude abgerissen. Dennoch blieb viel  Architektur aus der blühenden Mühlenära der Stadt erhalten. Die Stadt hat sich inzwischen erneuert und verfügt über diversifizierte Industrien, einschließlich Fertigung und Biotechnologie.
Am 6. November 2012 genehmigten die Wähler von Sanford eine neue Satzung, wodurch Sanford von einer Town zu einer City erhoben wurde und eine neue Verwaltungsform erhielt.

### Demografie
Nach einer Schätzung von 2019 leben in Sanford 19.555 Menschen. Die Bevölkerung teilte sich im selben Jahr auf in 93,2 % Weiße, 1,0 % Afroamerikaner, 0,7 % amerikanische Ureinwohner, 2,5 % Asiaten und 2,3 % mit zwei oder mehr Ethnizitäten. Hispanics oder Latinos aller Ethnien machten 1,8 % der Bevölkerung aus. Das mittlere Haushaltseinkommen lag bei 60.268 US-Dollar und die Armutsquote bei 10,8 %.

### Einwohnerentwicklung
| Volkszählungsergebnisse – City of Sanford, Maine | Volkszählungsergebnisse – City of Sanford, Maine | Volkszählungsergebnisse – City of Sanford, Maine | Volkszählungsergebnisse – City of Sanford, Maine | Volkszählungsergebnisse – City of Sanford, Maine | Volkszählungsergebnisse – City of Sanford, Maine | Volkszählungsergebnisse – City of Sanford, Maine | Volkszählungsergebnisse – City of Sanford, Maine | Volkszählungsergebnisse – City of Sanford, Maine | Volkszählungsergebnisse – City of Sanford, Maine | Volkszählungsergebnisse – City of Sanford, Maine |
| Jahr                                             | 1800                                             | 1810                                             | 1820                                             | 1830                                             | 1840                                             | 1850                                             | 1860                                             | 1870                                             | 1880                                             | 1890                                             |
| ------------------------------------------------ | ------------------------------------------------ | ------------------------------------------------ | ------------------------------------------------ | ------------------------------------------------ | ------------------------------------------------ | ------------------------------------------------ | ------------------------------------------------ | ------------------------------------------------ | ------------------------------------------------ | ------------------------------------------------ |
| Einwohner                                        | 1.363                                            | 1.492                                            | 1.831                                            | 2.327                                            | 2.233                                            | 2.330                                            | 2.221                                            | 2.397                                            | 2.734                                            | 4.201                                            |
| Jahr                                             | 1900                                             | 1910                                             | 1920                                             | 1930                                             | 1940                                             | 1950                                             | 1960                                             | 1970                                             | 1980                                             | 1990                                             |
| Einwohner                                        | 6.078                                            | 9.049                                            | 10.691                                           | 13.392                                           | 14.886                                           | 15.177                                           | 14.962                                           | 15.812                                           | 18.020                                           | 20.463                                           |
| Jahr                                             | 2000                                             | 2010                                             | 2020                                             | 2030                                             | 2040                                             | 2050                                             | 2060                                             | 2070                                             | 2080                                             | 2090                                             |
| Einwohner                                        | 20.806                                           | 20.798                                           | 21.982                                           |                                                  |                                                  |                                                  |                                                  |                                                  |                                                  |                                                  |

## Kultur und Sehenswürdigkeiten

### Theater
Das Sanford Performing Arts Center, ist eine Spielstätte für Livemusik, Theater, Tanz, Comedy und weiteres. Es wird auch für Schulaufführungen, regionale und überregionale Tourneen genutzt und kann von externen Gruppen gemietet werden. Es hat 860 Sitzplätze und befindet sich am Alumni Boulevard in Sanford. Es ist eine öffentliche Einrichtung der City von Sanford und wird vom Sanford School Department betrieben.
Mit dem Smitty´s Cinema gibt es auch in Kino in Sanford.

### Bauwerke

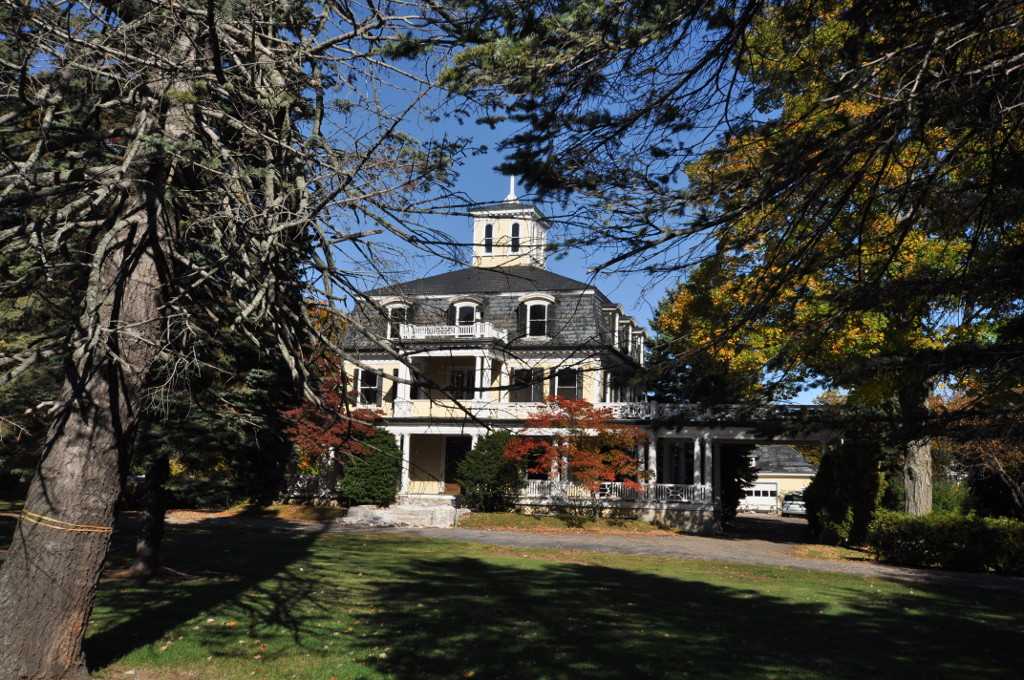
Thomas Goodall House

In Saco wurden mehrere Bauwerke und ein Distrikt unter Denkmalschutz gestellt und ins National Register of Historic Places aufgenommen.
- Sanford Mills Historic District, 2009 unter der Register-Nr. 09000880.[12]

- Emery Homestead, 1980 unter der Register-Nr. 80000379.[13]
- Grant Family House, 1980 unter der Register-Nr. 90000927.[14]
- Louis B. Goodall Memorial Library, 2008 unter der Register-Nr. 07001448.[15]
- Thomas Goodall House, 1975 unter der Register-Nr. 75000207.[16]
- Edmund E. Goodwin House, 2015 unter der Register-Nr. 15000770.[17]
- US Post Office-Sanford Maine, 1986 unter der Register-Nr. 86000882.[18]

### Parks
In Sanford gibt es mehrere Parkanlagen wie den Gowen Park, Carpentier Park, Gateway Park, Goodall Park, den Mousam Way Photo Park aber auch das Mousam Way Trails Springvale Maine, eine Wanderstrecke durch das Tal des Mousam Rivers.

### Regelmäßige Veranstaltungen
In Sanford wird jährlich das Sanford International Film Festival ausgetragen, welche sich auf kleinere Independent-Filme konzentriert.

## Wirtschaft und Infrastruktur

### Verkehr
Durch Sanford verläuft der U.S. Highway 202, sowie mehrere Maine State Routes, wie die in nordsüdlicher Richtung verlaufende Maine State Route 190 oder die in westöstliche Richtung verlaufende Maine State Route 4.
Die Luftanbindung ist durch den zentral gelegenen Sanford Seacoast Regional Airport gewährleistet, mit dem IATA-Code KSFM.

### Öffentliche Einrichtungen

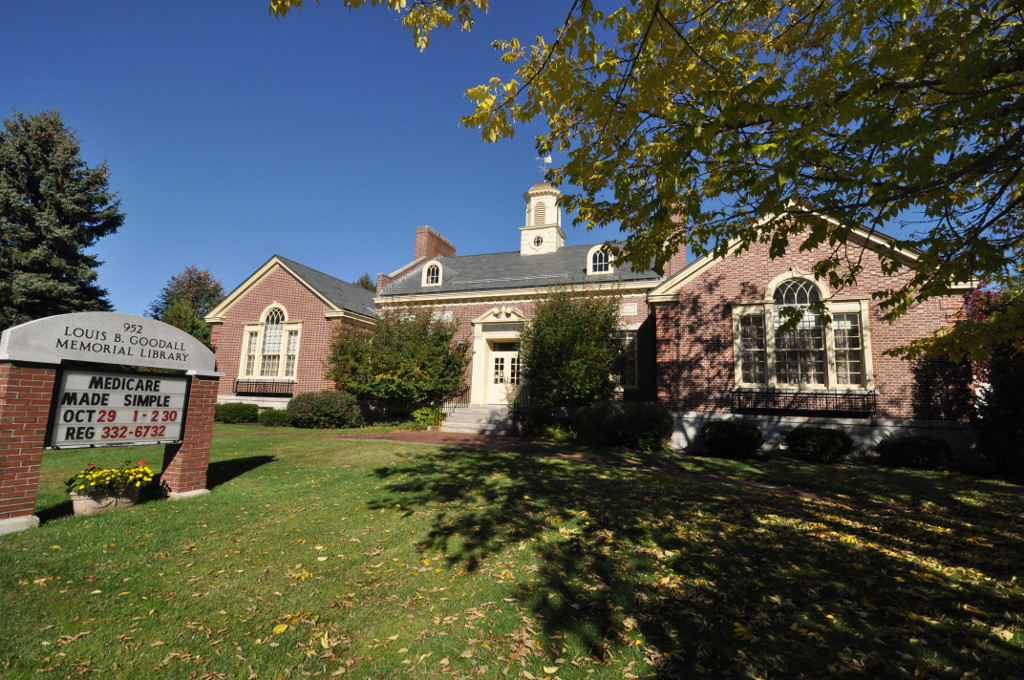
Goodall Memorial Library

Mehrere medizinische Einrichtungen und Krankenhäuser sind in Sanford beheimatet, sie stehen auch den Bewohnern der umliegenden Towns zur Verfügung.
Die Goodall Memorial Library befindet sich in einem unter Denkmalschutz stehenden Gebäude in Sanford.

### Bildung
Das Sanford School Department ist für die Schulbildung in Sanford zuständig.
Folgende Schulen werden angeboten:
- Sanford High School
- Sanford Middle School
- Margaret Chase Smith Elementary School
- Sanford Pride Elementary School
- Carl J. Lamb Elementary School
- Sanford Regional Technical Center
- Sanford Community Adult Education

## Persönlichkeiten

### Söhne und Töchter der Stadt
- Randy Brooks (1919–1967), Musiker
- Amédée Wilfrid Proulx (1932–1993), römisch-katholischer Geistlicher, Weihbischof in Portland
- Peter Kostis (* 1946), Golflehrer
- Michael Richard Cote (* 1949), Bischof von Norwich
- Rachel Smith (* 1991), Mittel- und Langstreckenläuferin

### Persönlichkeiten, die vor Ort gewirkt haben
- John Storer (1796–1867), Kaufmann und Philanthrop
- Louis B. Goodall (1851–1935), Politiker